# Pike Road
Pike Road est une municipalité américaine située dans le comté de Montgomery en Alabama.

## Géographie
Pike Road se trouve au sud-est de Montgomery, capitale de l'Alabama, dont elle fait partie de la banlieue.
En 2010, la municipalité s'étend sur 31,95 milles carrés (82,75 km2), dont 31,64 milles carrés (81,95 km2) de terres.

## Histoire
Pike Road est fondée vers 1815. La localité doit son nom à sa situation sur une ancienne voie à péage (en anglais : pike road). Au début du XXe siècle, alors qu'il s'agit d'une communauté agricole et rurale, Pike Road voit ouvrir une école, qui ferme dans les années 1970.
Au milieu des années 1990, la ville de Montgomery s'étend vers l'est en annexant de nouveaux territoires. Pour éviter d'être annexée, Pike Road devient une municipalité le 10 octobre 1997. Elle compte alors environ 350 habitants. En 2004, elle annexe elle-même plusieurs localités voisines et voit sa population doubler. La croissance de la ville se poursuit les années suivantes grâce à l'ouverture d'écoles publiques, qui comprennent toutes les classes et accueillent environ 2 000 élèves à la rentrée 2019.

## Démographie
Lors du recensement de 2010, la population de Pike Road est de 5 406 habitants. Elle est estimée à 9 803 habitants au 1er juillet 2018, en hausse de 80 % par rapport à 2010.
Sa population est davantage aisée et éduquée que la moyenne de l'Alabama. Le revenu par habitant était ainsi en moyenne de 40 449 dollars par an entre 2013 et 2017, largement supérieur à la moyenne de l'Alabama (25 746 dollars) et à la moyenne nationale (31 177 dollars). Sur cette même période, 3,1 % des habitants de Pike Road vivaient sous le seuil de pauvreté (contre 16,8 % dans l'État et 11,8 % à l'échelle des États-Unis en 2018). Par ailleurs, 95,9 % de ses habitants de plus de 25 ans étaient diplômés d'une high school et 57,1 % possédaient au moins un bachelor degree (contre 85,3 % et 24,5 % en Alabama, 87,3 % et 30,9 % aux États-Unis).
| Groupe          | Pike Road (2017) | Alabama (2018) | États-Unis (2018) |
| --------------- | ---------------- | -------------- | ----------------- |
| Blancs          | 66,7             | 69,1           | 76,5              |
| Afro-Américains | 28,7             | 26,8           | 13,4              |
| Amérindiens     | 0,0              | 0,7            | 1,3               |
| Asiatiques      | 2,9              | 1,5            | 5,9               |
| Océaniens       | 0,0              | 0,1            | 0,2               |
| Métis           | 1,7              | 1,7            | 2,7               |
|                 |                  |                |                   |
| Hispaniques     | 1,9              | 4,4            | 18,3              |

| 2000 | 2010  | - | - |
| ---- | ----- | - | - |
| 310  | 5 406 | - | - |